# Euclasta
Euclasta és un gènere de plantes de la família de les poàcies, ordre de les poals, subclasse de les commelínides, classe de les liliòpsides, divisió dels magnoliofitins.

## Taxonomia
- Euclasta clarkei (Hack.) Cope
- Euclasta condylotricha (Hochst. ex Steud.) Stapf
- Euclasta glumacea Franch.
- Euclasta graminea T. Durand i H. Durand